# Ogólnopolski Konkurs Literacki „Krajobrazy Słowa”
Ogólnopolski Konkurs Literacki „Krajobrazy Słowa” – konkurs literacki organizowany od 1993 przez Miejską Bibliotekę Publiczną w Kędzierzynie-Koźlu oraz Urząd Miasta Kędzierzyn-Koźle. Od VI edycji konkurs ma charakter ogólnopolski.

## VI edycja (1998/1999)
Jury: Jan Goczoł (przewodniczący), Marta Fox, Piotr Kowalski
Laureaci:
- nagroda Marszałka Województwa Opolskiego: Agnieszka Tomczyszyn-Harasymowicz (poezja)
- poezja – II nagroda: Anna Fidecka, Barbara Kożuszko, Dorota Podstawska, III nagroda: Anna Sowińska, Katarzyna Ewa Zdanowicz
- proza – I nagroda: Augustyn Baran, II nagroda: Cezary Domarus, Robert Wyszyński, wyróżnienie: Aleksandra Herzog, Piotr Karbowniczek

## VII edycja (1999/2000)
Jury: Marta Fox (przewodnicząca), Jacek Podsiadło, Piotr Kowalski, Marian Kisiel
Laureaci:
- nagroda Marszałka Województwa Opolskiego: Elżbieta Dziewońska (proza)
- nagroda Prezydenta Miasta – Grzegorz Tomicki (poezja)
- poezja – nagroda: Wojciech Brzoska, Mariusz Tenerowicz
- proza – nagroda: Anna Czujkowska

## VIII edycja (2000/2001)
Jury: Marta Fox (przewodnicząca), Jacek Podsiadło, Piotr Kowalski
Laureaci:
- nagroda Marszałka Województwa Opolskiego: Adam Boberski (proza)
- nagroda Prezydenta Miasta: Anna Czujkowska (proza)
- poezja – I nagroda: Mariusz Tenerowicz, II nagroda: Paweł Lekszycki, III nagroda: Janusz Kotara
- proza – I nagroda: Iwona MIchalec, II nagroda: Elżbieta Dziewońska

## IX edycja (2001/2002)
Jury: Marta Fox (przewodnicząca), Jacek Podsiadło, Piotr Kowalski
Laureaci:
- nagroda Marszałka Województwa Opolskiego: Janusz Gabryel (poezja)
- nagroda Prezydenta Miasta: Katarzyna Ewa Zdanowicz (poezja)
- poezja – nagroda: Anna Agata Tomaszewska, III nagroda: Mieczysław Słonina
- proza – I nagroda: Adam Boberski, II nagroda: Małgorzata Dawidek-Gryglicka, III nagroda: Miłosz Kamil Manasterski

## X edycja (2002/2003)
Jury: Marta Fox (przewodnicząca), Jacek Podsiadło, Piotr Kowalski
Laureaci:
- nagroda Marszałka Województwa Opolskiego: Łukasz Bagiński (poezja)
- nagroda Prezydenta Miasta: Augustyn Baran (proza), Piotr Jakubczyk (proza)
- poezja – I nagroda: Katarzyna Ewa Zdanowicz, II nagroda: Anna Agata Tomaszewska, III nagroda: Miłosz Kamiński
- proza – I nagroda: Marek Andrzej Okoński, Agnieszka Wiszniewska-Matyszkiel, II nagroda: Czesław Miłosz Szczepaniak

## XI edycja (2003/2004)
Jury: Marta Fox (przewodnicząca), Jacek Podsiadło, Piotr Kowalski
Laureaci:
- poezja – I nagroda: Joanna Obuchowicz, II nagroda: Tomasz Ososiński, III nagroda: Łukasz Bagiński, Łucja Łukaszczyk, wyróżnienie: Zbigniew Sienkiewicz
- proza – I nagroda: Ewa Grętkiewicz, II nagroda: Piotr Rowicki, III nagroda: Adam Boberski, wyróżnienie: Magdalena Jedlicka

## XII edycja (2004/2005)
Jury: Marta Fox (przewodnicząca), Jacek Podsiadło, Piotr Kowalski
Laureaci:
- nagroda Marszałka Województwa Opolskiego: Wojciech Ossoliński (poezja)
- nagroda Prezydenta Miasta: Czesław Markiewicz (proza)
- poezja – I nagroda: Jacek Karolak, II nagroda: Mateusz Pakuła, III nagroda: Robert Król, wyróżnienie: Anna Białek, Diana Moj, Anna Piliszewska
- proza – II nagroda: Monika Mostowik, III nagroda: Urszula Kopeć, Matylda Puchacz

## XIII edycja (2005/2006)
Jury: Marta Fox (przewodnicząca), Jacek Podsiadło, Piotr Kowalski
Laureaci:
- nagroda Marszałka Województwa Opolskiego: Łukasz Zalewski (poezja)
- nagroda Prezydenta Miasta: Jacek Jerzy Struś (proza)
- poezja – I nagroda: Marzena Jakubowska, II nagroda: Tomasz Jezierski, III nagroda: Krzysztof Bieleń, wyróżnienie: Arkadiusz Burda, Jacek Karolak
- proza – I nagroda: Leszek Sokołowski, II nagroda: Jędrzej Morawiecki, III nagroda: Mateusz Wójcik, wyróżnienie: Rafał Jaworski, Karol Kłos, Anna Piliszewska

## XIV edycja (2006/2007)
Jury: Marta Fox (przewodnicząca), Jacek Podsiadło, Piotr Kowalski, Karol Maliszewski
Laureaci:
- nagroda Prezydenta Miasta: Izabela Kawczyńska (proza)
- poezja: I nagroda: Iza Smolarek, II nagroda: Przemysław Owczarek, III nagroda: Marcin Orliński, wyróżnienie: Zuzanna Witkowska
- proza – I nagroda: Beata Igielska, II nagroda: Wieńczysław Polaczek, III nagroda: Iza Smolarek, wyróżnienie: Mariusz Cezary Kosmala, Czesław Markiewicz, Dawid Markiewicz, Tomasz Pułka, Piotr Rowicki, Mateusz Wójcik

## XV edycja (2007/2008)
Jury: Marta Fox (przewodnicząca), Jacek Podsiadło, Karol Maliszewski
Laureaci:
- nagroda Marszałka Województwa Opolskiego: Karolina Wizner (proza)
- nagroda Prezydenta Miasta: Agata Chmiel (poezja)
- poezja – I nagroda: Rafał Gawin, II nagroda: Michał Murowaniecki, III nagroda: Izabela Kawczyńska, wyróżnienie: Krzysztof Sokół
- proza – I nagroda: Przemysław Owczarek, II nagroda: Michał Podstawski, III nagroda: Piotr Rowicki, wyróżnienie: Piotr Bulak, Ewelina Kuśka, Wieńczysław Polaczek

## XVI edycja (2008/2009)
Jury: Marta Fox (przewodnicząca), Jacek Podsiadło, Karol Maliszewski
Laureaci:
- nagroda Marszałka Województwa Opolskiego: Anna Maria Podyma (proza)
- nagroda Prezydenta Miasta: Tatiana Judycka (poezja)
- poezja – I nagroda: Natalia Zalesińska, II nagroda: Janusz Radwański, III nagroda: Rafał Gawin, wyróżnienie: Weronika Górska, Katarzyna Kaczmarek
- proza – I nagroda: Izabela Kawczyńska, II nagroda: Tadeusz Mieszkowski, III nagroda: Karol Graczyk, wyróżnienie: Tomasz Pułka, Piotr Rowicki

## XVII edycja (2009/2010)
Jury: Marta Fox (przewodnicząca), Jacek Podsiadło, Karol Maliszewski
Laureaci:
- nagroda Marszałka Województwa Opolskiego: Michał Murowaniecki (poezja)
- nagroda Prezydenta Miasta: Karolina Piwowar (proza)
- poezja – I nagroda: Rafał Gawin, II nagroda: Wojciech Roszkowski, III nagroda: Mirka Szychowiak, wyróżnienie: Janusz Radwański
- proza – I nagroda: Dorota Podstawska, II nagroda: Piotr Rowicki, III nagroda: Elżbieta Borkowska, wyróżnienie: Ewelina Kuśka

## XVIII edycja (2010/2011)
Jury: Marta Fox (przewodnicząca), Jacek Podsiadło, Karol Maliszewski
Laureaci:
- nagroda Marszałka Województwa Opolskiego: Piotr Zawadzki (poezja)
- nagroda Prezydenta Miasta: Weronika Górska (proza)
- poezja – I nagroda: Paweł Podlipniak, II nagroda: Rafał Baron, III nagroda: Małgorzata Stachowiak-Schreyner
- proza – I nagroda: Mirka Szychowiak, II nagroda: Piotr Fałczyński, III nagroda: Janusz Mielczarek, wyróżnienie: Elżbieta Borkowska
- kategoria Miłosz 2011: I nagroda: Milena Rytelewska, II nagroda: Jadwiga Grabarz, III nagroda: Katarzyna Dybżyńska, wyróżnienie: Dorota Podstawska

## XIX edycja (2011/2012)
Jury: Marta Fox (przewodnicząca), Jacek Podsiadło, Karol Maliszewski
Laureaci:
- nagroda Marszałka Województwa Opolskiego: Izabela Wageman (poezja)
- nagroda Prezydenta Miasta: Małgorzata Stachowiak-Schreyner (proza)
- poezja – I nagroda: Paweł Podlipniak, II nagroda: Rafał Baron, III nagroda: Karol Graczyk, Anna Tlałka, wyróżnienie: Janusz Radwański
- proza – I nagroda: Eliza Moraczewska, II nagroda: Radosław Rak, III nagroda: Adrianna Daria Dziadyk, Joanna Zakrzewska, wyróżnienie: Konrad Stanisław Kempa, Paweł Mateja

## XX edycja (2012/2013)
Jury: Marta Fox (przewodnicząca), Jacek Podsiadło, Karol Maliszewski
Laureaci:
- nagroda Marszałka Województwa Opolskiego: Adrianna Daria Dziadyk (proza)
- nagroda Prezydenta Miasta: Anna Tlałka (poezja)
- poezja – I nagroda: Ewa Włodarska, II nagroda: Paweł Podlipniak, III nagroda: Ligia Czerna, wyróżnienie: Rafał Derda, Małgorzata Kierat, Lena Księżopolska, Ida Sieciechowicz
- proza – I nagroda: Bartosz Jastrzębski, II nagroda: Piotr Mikulski, III nagroda: Genowefa Światłoń, wyróżnienie: Marek Chorabik, Jolanta Kapica, Krzysztof Martwicki, Jakub Piesta

## XXI edycja (2013/2014)
Jury: Marta Fox (przewodnicząca), Jacek Podsiadło, Karol Maliszewski
Laureaci:
- Nagroda Główna (nagroda Prezydenta Miasta): Monika Brągiel (poezja)
- poezja – I nagroda: Marcin Sztelak, II nagroda: Piotr Przybyła, III nagroda: Marta Jurkowska, wyróżnienie: Rafał Baron, Agnieszka Marek
- proza – I nagroda: Marek Chorabik, II nagroda: Krzysztof Bąk, III nagroda: Leszek Carnuth, Jacek M. Hohensee[1]

## XXII edycja (2014/2015)
Jury: Marta Fox (przewodnicząca), Jacek Podsiadło, Karol Maliszewski
Laureaci:
- Nagroda Główna (nagroda Prezydenta Miasta): Krzysztof Bąk (proza)
- poezja – I nagroda: Maciej Zdziarski, II nagroda: Dorota Ryst, III nagroda: Katarzyna Kowalewska, wyróżnienie: Karol Graczyk, Katarzyna Zychla
- proza – I nagroda: Justyna Kuczun, II nagroda: Miłosz Anabell, III nagroda: Alfred Siatecki, wyróżnienie: Anna Kokot, Marzena Tyl[2]

## XXIII edycja (2015/2016)
Jury: Marta Fox (przewodnicząca), Krzysztof Siwczyk, Karol Maliszewski
Laureaci:
- Nagroda Główna (nagroda Prezydenta Miasta): Lidia Karbowska (proza)
- poezja: I nagroda: Marzena Jaworska, II nagroda: Ida Sieciechowicz, III nagroda: Katarzyna Zychla, wyróżnienie: Urszula Kopeć-Zaborniak, Kamil Kwieciński
- proza – I nagroda: Łukasz Staniszewski, II nagroda: Edyta Wysocka, III nagroda: Dina Staszak, wyróżnienie: Hanna Dikta, Genowefa Światłoń[3]

## XXIV edycja (2016/2017)
Jury: Marta Fox (przewodnicząca), Krzysztof Siwczyk, Karol Maliszewski
Laureaci:
- Nagroda Główna (nagroda Prezydenta Miasta): Marta Koton-Czarnecka (proza)
- poezja – I nagroda: Marta Jurkowska, II nagroda: Agnieszka Marek, III nagroda: Katarzyna Szweda, wyróżnienie: Urszula Kopeć-Zaborniak, Katarzyna Kowalewska
- proza – I nagroda: Paweł Skiba, II nagroda: Paulina Sawicka, III nagroda: Paweł Ciach[4]

## XXV edycja (2017/2018)
Jury: Marta Fox (przewodnicząca), Krzysztof Siwczyk, Karol Maliszewski
Laureaci:
- Nagroda Główna (nagroda Prezydenta Miasta): Aleksandra Paprota (proza)
- poezja – I nagroda: Rafał Kasprzyk, II nagroda: Dorota Ryst, III nagroda: Paweł Bień, wyróżnienie: Dominik Sobol, Anna Michalska
- proza – I nagroda: Anna Kokot, II nagroda: Krzysztof Szkurłatowski, III nagroda: Katarzyna Mróz, wyróżnienie: Anna Maria Wybraniec, Emilia Osmólska[5]

## XXVI edycja (2018/2019)
Jury: Marta Fox (przewodnicząca), Krzysztof Siwczyk, Karol Maliszewski
Laureaci:
- Nagroda Główna (nagroda Prezydenta Miasta): Sebastian Markiewicz (proza)
- poezja – I nagroda: Natalia Kubicius, II nagroda: Dominika Lewicka-Klucznik, III nagroda: Klaudia Mazur, wyróżnienie: Agata Wesołowska, Miłosz Kamiński
- proza – I nagroda: Katarzyna Pochmara-Balcer, II nagroda: Weronika Łodyga, III nagroda: Bogdan Nowicki, wyróżnienie: Małgorzata Mazana, Krzysztof Golczak[6]

## XXVII edycja (2019/2020)
Jury: Marta Fox (przewodnicząca), Karol Maliszewski
Laureaci:
- Nagroda Główna: Anna Zborowska (proza)
- poezja – I nagroda: Mariola Kruszewska, II nagroda: Monika Karbowniczek, III nagroda: Renata Blicharz, wyróżnienie: Paulina Cedlerska, Dorota Nowak
- proza – I nagroda: Łukasz Barys, II nagroda: Justyna Strzęp, III nagroda: Maria Krzywda, wyróżnienie: Anna Siecla, Zbgniew Musiał[7]

## XXVIII edycja (2020/2021)
Jury: Marta Fox (przewodnicząca), Karol Maliszewski
Laureaci:
- Nagroda Główna: Łukasz Barys (proza)
- poezja – I nagroda: Beata Kołodziejczyk, II nagroda: Michał Banaszak, III nagroda: Michalina Gałka-Nasiadek, wyróżnienie: Roksana Bach
- proza – I nagroda: Joanna Piekarska, II nagroda: Ewa Winarska-Drzyzga, III nagroda: Krzysztof Martwicki, wyróżnienie: Mika Modrzyńska, Rafał Lewczuk[8]

## XXIX edycja (2021/2022)
Jury: Marta Fox (przewodnicząca), Karol Maliszewski
Laureaci:
- Nagroda Główna: Tomasz Wojtach (poezja)
- poezja – I nagroda: Agnieszka Mędrzak-Sikora, II nagroda: Michał Krawczyk, III nagroda: Paweł Podlipniak, wyróżnienie: Jakub Sęczyk, Małgorzata Osowiecka
- proza – I nagroda: Kamila Pałac, II nagroda: Bartosz Konstrat, III nagroda: Justyna Grędel, wyróżnienie: Klaudia Budnik, Anna Sikorska[9]